# Andrew Ducote
Andrew Ducote all'anagrafe Andrew Richard Ducote (Salt Lake City, 5 settembre 1986) è un attore statunitense.

## Filmografia

### Cinema
- The Secret Kingdom, regia di David Schmoeller (1998)
- Giustizia sommaria (Judgment Day: The Ellie Nesler Story), regia di Stephen Tolkin (1999)
- The Secret Life of Girls, regia di Holly Goldberg Sloan (1999)
- Profezie di morte (The Prophet's Game), regia di David Worth (2000)
- Super Hero Survival Kit, regia di Taylor Rummell – cortometraggio (2009)
- Inside Out, regia di Taylor Rummell – cortometraggio (2011)

#### Televisione
- Melrose Place – serie TV, episodi 3x30 (1995)
- Caroline in the City – serie TV, episodi 2x22 (1997)
- Dave's World – serie TV, 78 episodi (1993-1997)
- George & Leo – serie TV, episodi 1x7 (1997)
- Malcolm & Eddie – serie TV, episodi 2x10 (1997)
- Cybill – serie TV, episodi 4x9 (1997)
- MADtv – serie TV, episodi 3x11 (1997)
- Buffy l'ammazzavampiri (Buffy the Vampire Slayer) – serie TV, episodi 2x18 (1998)
- Jarod il camaleonte (The Pretender) – serie TV, episodi 2x15 (1998)
- Una famiglia del terzo tipo (3rd Rock from the Sun) – serie TV, episodi 3x25 (1998)
- Ragazze a Beverly Hills (Clueless) – serie TV, episodi 3x4-3x5 (1998)
- Born Free – serie TV, episodi 1x3 (1998)
- Cracker – serie TV, episodi 1x13 (1999)
- Mamma, io vengo da un altro pianeta? (Can of Worms), regia di Paul Schneider  – film TV (1999)
- Thanks – serie TV, 6 episodi (1999)
- Providence – serie TV, episodi 2x5 (1999)
- Streghe (Charmed) – serie TV, episodi 2x12 (2000)
- Ultime dal cielo (Early Edition) – serie TV, episodi 4x20 (2000)
- Men Behaving Badly – serie TV, episodi 2x13 (2001)
- Cold Case - Delitti irrisolti (Cold Case) – serie TV, episodi 6x9 (2008)
- 90210 – serie TV, episodi 2x4 (2009)